# Distretto di Nusaybin
Il distretto di Nusaybin (in turco Nusaybin ilçesi) è uno dei distretti della provincia di Mardin, in Turchia.